# Apomecyna mindanaonis
Apomecyna mindanaonis là một loài bọ cánh cứng trong họ Cerambycidae.